# Sporting Clube de Portugal 2000-2001
Questa voce raccoglie le informazioni riguardanti lo Sporting Clube de Portugal nelle competizioni ufficiali della stagione 2000-2001.

## Stagione
Nella stagione 2000-2001 lo Sporting concluse il campionato al terzo posto. In Taça de Portugal i Leões persero in semifinale contro il Porto. In Europa il cammino della squadra di Lisbona si concluse alla prima fase a gironi di Champions League. Contro i Dragões vinsero però la Supercoppa.

## Maglie e sponsor
|  | Casa | Trasferta |

## Rosa
| N. |                       | Ruolo | Calciatore               |
| -- | --------------------- | ----- | ------------------------ |
| 1  | Danimarca (bandiera)  | P     | Peter Schmeichel         |
| 2  | Portogallo (bandiera) | D     | Quim Berto               |
| 3  | Portogallo (bandiera) | D     | Dimas Teixeira           |
| 4  | Portogallo (bandiera) | C     | Bruno Caires             |
| 5  | Irlanda (bandiera)    | D     | Phil Babb                |
| 6  | Portogallo (bandiera) | C     | José Delfim              |
| 7  | Portogallo (bandiera) | A     | Ricardo Sá Pinto         |
| 8  | Portogallo (bandiera) | C     | Pedro Barbosa (capitano) |
| 9  | Bulgaria (bandiera)   | A     | Ivajlo Jordanov          |
| 10 | Brasile (bandiera)    | C     | Edmílson                 |
| 11 | Argentina (bandiera)  | A     | Alberto Acosta           |
| 12 | Portogallo (bandiera) | P     | Nuno Santos              |
| 13 | Rep. Ceca (bandiera)  | C     | Pavel Horváth            |
| 14 | Spagna (bandiera)     | C     | Toñito                   |
| 15 | Portogallo (bandiera) | D     | Hugo Viera               |

| N. |                        | Ruolo | Calciatore     |
| -- | ---------------------- | ----- | -------------- |
| 17 | Portogallo (bandiera)  | C     | Paulo Bento    |
| 18 | Portogallo (bandiera)  | C     | Bino           |
| 19 | Stati Uniti (bandiera) | A     | Jovan Kirovski |
| 20 | Cile (bandiera)        | D     | Rodrigo Tello  |
| 21 | Irlanda (bandiera)     | C     | Alan Mahon     |
| 22 | Portogallo (bandiera)  | D     | Roberto Severo |
| 23 | Portogallo (bandiera)  | D     | Rui Jorge      |
| 24 | Portogallo (bandiera)  | P     | Nélson Pereira |
| 25 | Portogallo (bandiera)  | C     | João Pinto     |
| 26 | Cile (bandiera)        | A     | Mario Cáceres  |
| 28 | Brasile (bandiera)     | C     | Rodrigo Fabri  |
| 29 | Brasile (bandiera)     | D     | César Prates   |
| 48 | Belgio (bandiera)      | A     | Mbo Mpenza     |
| 50 | Brasile (bandiera)     | D     | André Cruz     |
| 99 | Croazia (bandiera)     | A     | Robert Špehar  |

## Risultati

### Champions League

#### Prima fase a gironi
| Arbitro: | Trentalange |

|                          |           |                                    |
| Sá Pinto 39’ A. Cruz 42’ | Marcatori | 50’ R. Carlos 76’ (aut.) Rui Jorge |

| Arbitro: | Fisker |

|                                      |           |                                 |
| Ramelow 65’ Brdarić 73’ Neuville 77’ | Marcatori | 12’ A. Cruz 79’ (rig.) Sá Pinto |

| Arbitro: | Hamer |

|                            |           |              |
| Robson 44’ Marcão 68’, 82’ | Marcatori | 24’ Sá Pinto |

| Arbitro: | Barber |

|  |           |                                 |
|  | Marcatori | 16’ (aut.) Dimas 52’, 68’ Titov |

| Arbitro: | Meier |

|                                       |           |  |
| Guti 12’ Sávio 42’ Morientes 62’, 70’ | Marcatori |  |

| Lisbona 7 novembre 2000 Girone A – 6ª giornata | Sporting Lisbona | 0 – 0 referto | Bayer Leverkusen | Stadio José Alvalade (8 000 spett.)\| Arbitro: \| Sarvan \| |
| Arbitro:                                       | Sarvan           |               |                  |                                                             |

### Supercoppa
| Arbitro: | Pratas (Évora) |

|              |           |            |
| Aleničev 89’ | Marcatori | 60’ Acosta |

| Lisbona 31 gennaio 2001 Ritorno | Sporting Lisbona | 0 – 0 referto | Porto | Stadio José Alvalade\| Arbitro: \| Costa (Lisbona) \| |
| Arbitro:                        | Costa (Lisbona)  |               |       |                                                       |

| Arbitro: | Rodrigues (Viseu) |

|  |           |            |
|  | Marcatori | 31’ Acosta |

## Statistiche

### Statistiche di squadra
| Competizione     | Punti | Totale | Totale | Totale | Totale | Totale | Totale | DR  |
| Competizione     | Punti | G      | V      | N      | P      | Gf     | Gs     | DR  |
| ---------------- | ----- | ------ | ------ | ------ | ------ | ------ | ------ | --- |
| Primeira Liga    | 62    | 34     | 19     | 5      | 10     | 56     | 37     | +19 |
| Taça de Portugal | -     | 6      | 4      | 1      | 1      | 16     | 7      | +9  |
| Champions League | -     | 6      | 0      | 2      | 4      | 5      | 15     | -10 |
| Supercoppa       | -     | 3      | 1      | 2      | 0      | 2      | 1      | +1  |
| Totale           | -     | 49     | 24     | 10     | 15     | 79     | 60     | +19 |